# Vlag van Wortegem-Petegem
De vlag van Wortegem-Petegem werd door de gemeenteraad op 25 februari 1986 officieel vastgesteld als de gemeentelijke vlag van de Oost-Vlaamse gemeente Wortegem-Petegem. Op 1 juli 1986 werd hij door het Bestuur van Vlaanderen bevestigd en uiteindelijk gepubliceerd op 3 december 1987 in het officiële Belgisch Staatsblad.
Officieel wordt de vlag beschreven als:
Wit met een blauw kruis; hartschild: wit met drie rode vijfbladen, doorboord van wit
De vlag is volledig gebaseerd op het gemeentewapen en ziet er dus helemaal hetzelfde uit.

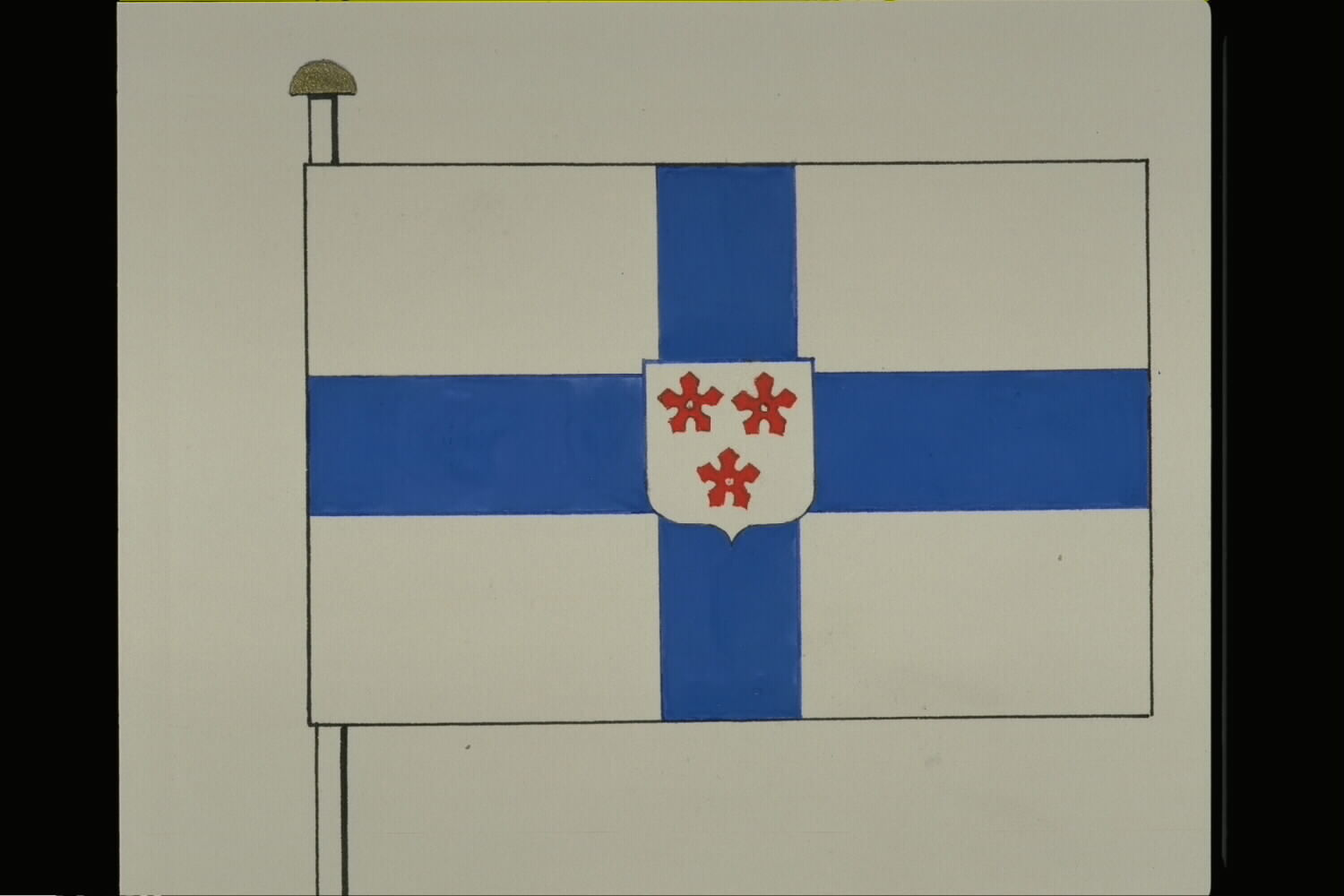
Officiële tekening van de vlag